# زیرانگ
زیرانگ، روستایی در دهستان سوزا بخش شهاب شهرستان قشم در استان هرمزگان ایران است.که دارای قبرستان های قدیمی زیاد است.وجود این قبرستان ها نشان از این دارد که در این منطقه آبادی بوده که از بین رفته است.
در عهد ملوک هرمز ،زیرانگ دارای نخلستان های سرسبز و آبادی پر رونق بوده.همچنان زیرانگ دارای کارخانه نساجی در دوره پهلوی بوده.زیرانگ یک مسجد قدیمی خراب شده دارد که تقریبا به طور کلی خراب شده است.هنوز شواهد دال بر اینکه این آبادی چرا و چگونه به طور کلی تخریب شده است وجود ندارد.

## جمعیت
بر پایه سرشماری عمومی نفوس و مسکن در سال ۱۳۹۵، جمعیت این روستا برابر با ۱٬۳۲۰ نفر (۳۲۳ خانوار) بوده‌است.